# Nibowisibiwininiwak
Nibowisibiwininiwak /domorodački naziv u značenju Death river people, / jedna od brojnih skupina Ojibwa Indijanaca naseljenih u Kanadskoj provinciji Saskatchewan, sjeverno od jezera Winnipeg. Gatschet (1882) ih navodi kao Nibowi-sibi-wininiwak. U Smithson. Misc. Coll. (1878) nazivaju ih Lake Winnipeg band. Isto je značenje imena bande Onepowesepewenewak (people of death river) iz Minnesote.